# بيتر كير (مهندس معماري)
بيتر كير (بالإنجليزية: Peter Kerr)‏ هو مهندس معماري أسترالي، ولد في 21 أبريل 1820، وتوفي في 31 مارس 1912.